# 泽利姆·科佐耶夫
泽利姆·科佐耶夫（俄语：Зелим Коцоев，1998年8月9日—），乌克兰、阿塞拜疆男子柔道运动员，2022年世界柔道锦标赛男子100公斤级铜牌得主、2023年世界柔道锦标赛男子100公斤级铜牌得主、2024年世界柔道锦标赛男子100公斤级金牌得主。